# 1. Tennis-Bundesliga (Herren) 2025
Die Tennis-Bundesliga der Herren wurde 2025 zum 53. Mal ausgetragen. Die Liga bestand aus 10 Mannschaften.
Die Liga bestand aus zehn Mannschaften, von denen der TC Großhesselohe das erste Mal als Titelverteidiger die Saison begann. Als Aufsteiger gingen der KTHC Stadion Rot-Weiss und TC Blau-Weiss Neuss in die Saison; Köln war in der Vorsaison zweiter in der Bundesliga Nord geworden, die Mannschaften aus dem Süden lehnten einen Aufstieg in die 1. Bundesliga jedoch ab. Der Tennispark Versmold zog seine Mannschaft zurück. Der Frankfurter TC Palmengarten war in der Vorsaison sportlich abgestiegen, durfte mangels anderer Interessenten jedoch erneut in der 1. Bundesliga antreten.
Meister wurde zum zweiten Mal der TC Bredeney, der ungeschlagen bei nur zwei Unentschieden bereits nach dem 8. Spieltag als Meister fest stand.

## Spieltage und Mannschaften
| Spieltage                         |
| --------------------------------- |
| 1. Spieltag: So. 06.07.2025 11:00 |
| 2. Spieltag: Fr. 11.07.2025 13:00 |
| 3. Spieltag: So. 13.07.2025 11:00 |
| 4. Spieltag: So. 20.07.2025 11:00 |
| 5. Spieltag: So. 27.07.2025 11:00 |
| 6. Spieltag: Fr. 01.08.2025 13:00 |
| 7. Spieltag: So. 03.08.2025 11:00 |
| 8. Spieltag: Fr. 08.08.2025 13:00 |
| 9. Spieltag: So. 10.08.2025 11:00 |

| Mannschaften                |
| --------------------------- |
| TC Großhesselohe            |
| TC Bredeney                 |
| Team Marc O’Polo Rosenheim  |
| TK Grün-Weiss Mannheim      |
| Badwerk Gladbacher HTC      |
| KTHC Stadion Rot-Weiss (N)  |
| Kurhaus Lambertz Aachen     |
| Frankfurter TC Palmengarten |
| TK Blau-Weiss Aachen        |
| TC Blau-Weiss Neuss (N)     |